# Бачко Подунавље
Бачко Подунавље је резерват биосфере и налази се на северозападу Војводине у Србији и чине га остаци некада пространих плавних предела Подунавља.

## Положај
Резерват биосфере „Бачко Подунавље” простире дуж леве обале Дунава се на површини од 176.635 хектара у општинама Сомбор, Апатин, Оџаци, Бач и Бачка Паланка. У оквиру резервата налазе се четири заштићена подручја међу којима су и специјални резервати природе „Горње Подунавље” и „Карађорђево”, али и површине којима управља ЈП „Војводинашуме”.

## Одлике
Бачко Подунавље је јединствени предео изузетне биолошке разноврсности са природним стаништима као што су простране плавне ливаде и шуме, аде, рукавци и пешчане речне обале. 
- Укупна површина: 176.636 ха
- Основна површина: 11.242 ха
- Тампон зона: 45.744 ха, (тзона између подручја Резервата биосфере и урбаног развоја)
- Прелазне површине: 119.649 ха
- Локација
  - Геогеафска ширина: 46° 02'25 "С - 45° 14'03" С
  - Географска дужина: 19° 26'08 "И - 18° 49'16" И
  - Средња тачка : 45° 48'42 "С - 18° 57'39 "И

## Еколошке карактеристике
Подручје биосферног резервата највећи је очувани поплавни комплекс горњег тока Дунава у Србији и такође једно од највећих поплавних низина на средњем делу Дунава са већим бројем традиционалних села и насеља. Подручје има специфичну комбинацију еколошких услова, налази се у контактној зони шумске зоне централне и југоисточне Европе и има карактеристичну хидролошку динамику. У комбинацији са сложеним и вековним људским утицајима, ти природни предуслови резултирали су врло богатом и специфичном разноликошћу пејзажа, станишта и врста.
Примарна станишта су: алувијалне шуме, панонске слане степе и мочваре, месотрофне стајаће воде, природна еутрофична језера, блатне речне обале, алувијална мочварна подручја, влажне ливаде, наслаге песка, речна острва, пешчане обале, поплавна поља, оловнице, напуштена речна корита, меандри.

## Фауна
Поплавни комплекс дуж Дунава има богату фауну: шишмиш (Myotis bechsteinii), видра (Lutra lutra) и јелен (Cervus elaphus). 
У биосферном резервату Горње Подунавље постоји једно станиште лептира. Укупно на овом подручју забележено 156 врста лептира. Поплаве су веома важне за мрешћење рибе.
Неке од ретких врста које овде живе су и орлови белорепани, црне роде, патка њорка, дивље мачке, видре и највећа популација јелена у Србији.

## Социолошко економске карактеристике
Етничка структура становника веома је сложена, што чини једно од главних демографских и културних обележја целог региона. Око 20 различитих етничких група живи у биосферном резервату. Преовлађују Срби, Мађари и Хрвати. Поред њих, друге етничке групе су Словаци, Русини, Украјинци, Буњевци, Роми и други. Етнички спектар је резултат бројних колонизација које су се на овом подручју десиле током протеклих векова, утицаја политичких система и земаља. 
Доминантне економске активности за 147.400 становника су пољопривреда, шумарство и индустрија у којима је запослен највећи број људи.

## Заштита
Дана 14. јуна 2017. године Међународни координациони савет УНЕСКО програма Човек и биосфера одлучио је да резерват биосфере „Бачко Подунавље” упише у Светску листу резервата биосфере (енгл. World Network of Biosphere Reserves).

## Галерија
- Јутро код Колута
- Локвањ код Бездана
- На Дунаву код Бездана
- Харчашки дунавац
- Шума крај Еко-центар Карапанџа
- Горње Подунавље